# Werner Follmann
Werner Follmann (* 4. Juli 1956 in Wittlich) ist ein deutscher Jurist. Er war von Januar 2018 bis März 2022 Präsident des Landessozialgerichts Rheinland-Pfalz.

## Leben und Wirken
Follmann war seit 1990 als Richter bei dem Sozialgericht Speyer tätig. Von 1991 bis 1992 erfolgte eine Abordnung an das Ministerium der Justiz Rheinland-Pfalz, anschließend von 1993 bis 1995 an das Thüringer Justizministerium. 1996 wurde er als Richter am Landessozialgericht beim Landessozialgericht Rheinland-Pfalz ernannt. Von 1999 bis 2003 war er wiederum an das Ministerium der Justiz in Mainz abgeordnet. 2003 wurde er Vorsitzender Richter am Landessozialgericht, 2009  Vizepräsident des Landessozialgerichts Rheinland-Pfalz. Follmann ist promoviert. Follmann trat am 31. März 2022 in den Ruhestand.